# Järvsjöby
Järvsjöby (på Lantmäteriets kartor benämnd Järvsjö) (sydsamiska: Järvarebyjne) är en by i östra delen av Vilhelmina kommun cirka 33 kilometer sydost om centralorten. Belägen direkt nordost om Järvsjön. Idag bor ett hundratal personer i byn[källa behövs].
SCB klassade tidigare Järvsjöby som en småort med benämningen Järvsjö. År 1990 omfattade småorten 35 hektar och hade 65 invånare. Vid nästa avgränsning år 1995 uppgavs småorten ha 55 invånare och omfattade då 29 hektar. Sedan år 2000 har befolkningen understigit 50 personer och SCB räknar inte längre Järvsjö som en småort.